# Virei
Virei és un municipi de la província de Namibe. Té una extensió de 15.092 km² i 29.975 habitants segons el cens de 2014. Comprèn les comunes de Virei i Cainde. Limita al nord amb els municipis de Bibala i Humpata, a l'est amb els municipis de Chibia i Gambos, al sud amb els municipis de Curoca i Tômbwa, i a l'oest amb el municipi de Namibe. Al seu territori hi ha les coves amb les pintures rupestres de Tchitundo-Hulu.